# Gerhard Weiß (Fußballspieler, 1941)

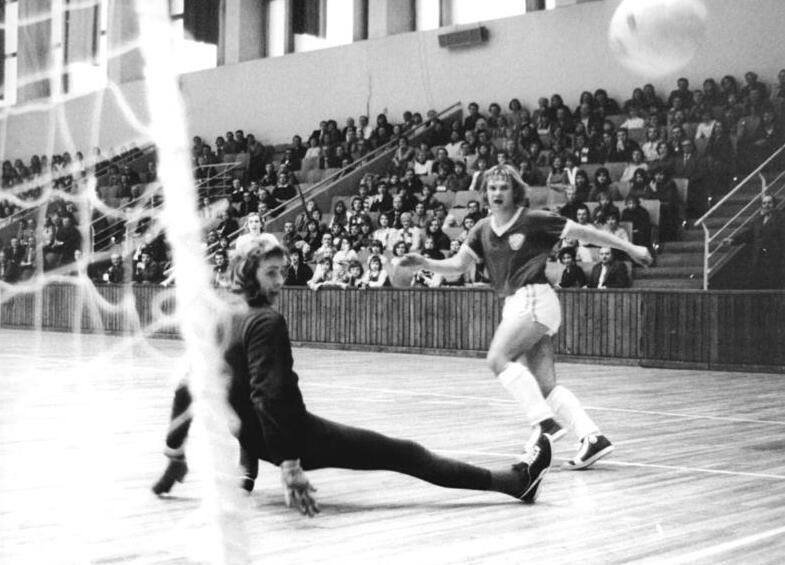
Gerhard Weiß im Tor des 1. FC Union Berlin und Dietmar Labes vom BFC Dynamo II (26. Dezember 1975, Berlin)

Gerhard Weiß (* 25. September 1941) (Spitzname „Leo“) war Fußballtorwart in der DDR-Oberliga, der höchsten Spielklasse des ostdeutschen Fußball-Verbandes DFV. Er stand dort für den ASK/FC Vorwärts Berlin und den 1. FC Union Berlin im Tor. Weiß ist sowohl Nachwuchs- als auch B-Nationalspieler.

## Sportliche Karriere
Die Torwartkarriere von Weiß begann 1954 bei der Betriebssportgemeinschaft (BSG) Einheit Kölleda. Mit 18 Jahren verpflichtete er sich freiwillig zum Dienst in der Nationalen Volksarmee der DDR. Er wurde in der Armeesportgemeinschaft Vorwärts Rostock eingesetzt und war dort Torwart in der DDR-Liga-Mannschaft der Rostocker. Als 1962 Ersatz für den 30-jährigen Torwart des Oberligisten ASK Vorwärts Berlin, dem Spitzenklub der Armeesportvereinigung und amtierenden DDR-Meister, Karl-Heinz Spickenagel, gesucht wurde, delegierte Vorwärts Rostock Weiß zum ASK. Dort übernahm Weiß zu Beginn der Saison 1962/63 die Rolle des Stammtorhüters, verletzte sich jedoch bereits nach dem 6. Spieltag. Er kam erst wieder in der Saison-Rückrunde wieder zum Einsatz, dies aber nur noch unregelmäßig, sodass er in der gesamten Saison nur 12-mal im Oberligateam stand. Vertreten wurde er durch Alfred Zulkowski, mit dem er sich in den kommenden Jahren ein Duell um den Stammplatz im ASK-Tor lieferte. Der Zweikampf endete in den meisten Spielzeiten zugunsten des ein Jahr älteren Zulkowski. Lediglich 1965/66 konnte Weiß mit 14:12 die meisten Einsätze aufweisen.
In den Jahren 1962 und 1963 wurde er jeweils einmal in Länderspielen der Nachwuchsnationalmannschaft der DDR eingesetzt, 1963 bestritt er außerdem ein Länderspiel mit der B-Nationalmannschaft.
Weiß blieb Torwart beim ASK bis zum Ende der Saison 1967/68 und stand innerhalb von sechs Spielzeiten in 54 von 156 Oberliga-Punktspielen im ASK-Tor, das ergibt eine Quote von 35 Prozent. In den Spielzeiten 1964/65 und 1965/66 wurde er mit dem ASK bzw. mit dem 1966 ausgegründeten FC Vorwärts DDR-Meister. In der Saison 1966/67 kam Weiß überhaupt nicht in der Oberliga zum Einsatz.
Im Frühjahr 1968 wurde Weiß aus der Armee entlassen und schied damit auch beim FC Vorwärts Berlin aus. Er schloss sich dem Lokalrivalen 1. FC Union Berlin an, der ihn zunächst 1968/69 in seiner drittklassigen Bezirksligamannschaft Union II einsetzte. Zu seinen ersten Spielen mit der ersten Union-Mannschaft kam Weiß in der zweitklassigen DDR-Liga 1969/70, nachdem Union zuvor aus der Oberliga abgestiegen war. Er teilte sich die Einsätze im Tor mit dem bisherigen Stammtorwart Rainer Ignaczak, der 16-mal spielte, während Weiß 14-mal das Tor hütete. Nach dem Wiederaufstieg war 1970/71 zunächst Ignaczak die Nummer eins im Union-Tor, doch vom November 1970 an setzte sich Weiß als neuer Stammtorwart durch und blieb dies auch bis 1975. Nachdem der 1. FC Union 1973 erneut abgestiegen war, musste Weiß seine letzten beiden Spielzeiten wieder in der DDR-Liga absolvieren. Am Ende der Saison 1974/75 erklärte er seinen Rücktritt vom Torwartposten, sprang aber im September 1975 noch einmal für die beiden verletzten neuen Stammtorhüter in zwei Punktspielen ein. Nach seinem endgültig letzten Spiel Motor Babelsberg – 1. FC Union (1:1) am 27. September 1975 war er für Union auf 142 Pflichtspiele gekommen, von denen er 63 in der Oberliga bestritten hatte. Anschließend setzte Weiß seine Fußball-Laufbahn als Torwarttrainer beim 1. FC Union Berlin fort.